# 小行星187514
小行星187514（187514 Tainan），臨時編號2006 TM94，是一顆位於小行星帶的小行星。由鹿林天文台於2006年10月15日發現。
該小行星以台灣的臺南市命名。